# Elsa Gärtner
Elsa Gärtner (* 12. April 1914 in Bernstadt, Provinz Schlesien) war eine deutsche Politikerin (SED). Von 1946 bis 1950 gehörte sie dem Landtag von Sachsen-Anhalt an.

## Leben
Gärtner lebte bis zum Ende des Zweiten Weltkriegs in Breslau, wo sie nach Erwerb der Mittleren Reife als Kontoristin arbeitete. Nach Kriegsende und der Vertreibung ließ sie sich in Schkopau nieder. Sie trat 1946 der SED bei und gehörte der Bezirksleitung der SED an, wo sie der Abteilung Frauenarbeit vorstand. Bei der Landtagswahl in der Provinz Sachsen 1946 wurde sie für die SED in den Landtag gewählt. Dort gehörte sie dem Ausschuss für Neuaufbau und Umsiedler an.